# Сао Мигел дас Мисойнс
 Тази статия е за йезуитската мисия.  За града вижте Сао Мигел дас Мисойнс (община).  
Сао Мигел дас Мисойнс (на португалски: São Miguel das Missões, IPA: [sɐ̃w̃ miˈgɛw das misˈõȷ̃s] е йезуитска мисия на територията на съвременна Бразилия, в щата Рио Гранди до Сул, община Сао Мигел дас Мисойнс.
Мисията е основана през 1632 г., като една от 30-те мисии на йезуитите в земите на индианците гуарани на територията на съвременните Бразилия, Аржентина и Парагвай.
Първоначално мисията се намира до индианското селище Итаясеко (Itaiaceco), като през 1683 г. е преместена на настоящото си място. В края на 17 век в мисията живеят около 4000 покръстени гуарани.
През 1735 - 1744 г. се строи красива барокова църква по проект на архитекта-йезуит Жан Батиста Примола. Църквата е окончателно завършена през 1750 г., но през 1760 г. сериозно пострадва при пожар.
Съгласно Мадридския договор от 1750 г. територията на която се намира мисията, е предадена от Испания на Португалия, и на йезуитите е заповядано да напуснат мисията. След отказа на йезуитите и християните-гуарани да напуснат мисията, срещу нея са изпратени португалско-испански войски. През 1754 г. йезуитите се подчиняват на португало-испанските власти, но гуараните продължават да оказват съпротива. През 1756 г. армията превзема териториите на 7-те непокорни мисии.
В близкия град Санто Анжело е построена през 1929 - 1971 г. (Анжелополитанската катедрала), повтаряща облика на разрушената главна църква на мисията.
През 1940 г. е открит музей на мисията по проект на архитект Лусио Коста, в който са изложени множесто дървени скулптори на светци, направени от гуараните и йезуитите, някои от тях с над 2-метрова височина.
През 1983 г. руините на мисията Сао Мигел дас Мисойнс, заедно с още четири подобни паметника мисиите Сан Игнасио Мини, Санта Ана, Санта Мария ла Майор и Нуестра Сеньора де Лорето в Аржентина са включени в Списъка на обектите на световното културно и природно наследство на ЮНЕСКО.
Филмът „Мисията“ от 1986 г. пресъздава по вълнуващ начин историята на изгонването на йезуитите и закриването на мисията.